# Canoparmelia antedeluvialis
Canoparmelia antedeluvialis är en lavart som först beskrevs av Brusse & Sipman, och fick sitt nu gällande namn av Elix. Canoparmelia antedeluvialis ingår i släktet Canoparmelia och familjen Parmeliaceae.   Inga underarter finns listade i Catalogue of Life.